# Arvo Viitanen
Arvo Albert Viitanen (* 12. April 1924 in Uurainen; † 28. April 1999 in Anjalankoski) war ein finnischer Skilangläufer. Zwischen 1954 und 1958 gewann Viitanen sieben Medaillen bei Weltmeisterschaften und Olympischen Spielen.

## Werdegang
Viitanen gewann in den Jahren 1952 bis 1954 bei den Lahti Ski Games dreimal in Folge den Lauf über 18 Kilometer und 1955 den Lauf über 50 Kilometer. Ende Februar 1953 errang er beim Holmenkollen Skifestival den dritten Platz über 50 Kilometer. Im Alter von 30 Jahren startete er erstmals bei Weltmeisterschaften, den Nordischen Skiweltmeisterschaften 1954 in Falun. Beim Dreifacherfolg der finnischen Mannschaft über die 15-Kilometer-Distanz gewann er hinter Veikko Hakulinen die Silbermedaille. Über die 50 Kilometerdistanz musste er sich nur Wladimir Kusin und erneut seinem Landsmann Hakulinen geschlagen geben und gewann die Bronzemedaille. Mit einer überragenden finnischen Staffel, die mit einem Vorsprung von zwei Minuten vor der sowjetischen Mannschaft gewann, sicherte er sich seinen ersten Weltmeistertitel. Zwei Jahre später bei den Olympischen Winterspielen 1956 in Cortina d’Ampezzo musste er sich mit dem finnischen Team jedoch der sowjetischen Mannschaft geschlagen geben und gewann mit der Silbermedaille im Staffelwettbewerb seine einzige olympische Medaille. Im 15-Kilometer-Wettbewerb, dem einzigen Einzelwettbewerb, an dem er teilnahm, wurde er Neunter. In diesem Jahr konnte er sich in die Siegerlisten des 50-Kilometer-Wettbewerbs am Holmenkollen eintragen. Im März 1956 lief er bei den Lahti Ski Games auf den zweiten Platz über 50 Kilometer. Im folgenden Jahr kam er bei den Svenska Skidspelen auf den zweiten Platz über 30 Kilometer. Bei den Nordischen Skiweltmeisterschaften 1958 im heimischen Lahti gelang es Viitanen erneut eine Einzelmedaille zu gewinnen. Hinter dem Schweden Sixten Jernberg und seinem Landsmann Veikko Hakulinen sicherte er sich seine zweite Bronzemedaille bei Weltmeisterschaften. Mit der finnischen Staffel konnte er seine Medaillenausbeute um eine weitere Bronzemedaille erhöhen. Anfang März 1959 belegte er bei den Lahti Ski Games den zweiten Platz über 50 Kilometer. Bei finnischen Meisterschaften siegte er 1954 mit der Staffel, 1955 über 15 Kilometer und 50 Kilometer und 1959 über 30 Kilometer.